# All India Indira Congress (Secular)
All India Indira Congress (Secular) är ett politiskt parti i Indien, med rötter i All India Indira Congress (Tiwari). Partiet leddes inledningsvis av Sheesh Ram Ola (som varit vattenminister i I.K. Gujrals regering) och som vunnit ett Lok Sabha-mandat från Jhunjhunu, Rajasthan, som AIIC(T)-kandidat. 1998 slog Ola samman AIIC(S) med Kongresspartiet men en styrelseledamot, Romesh Sharma (närstående till den kände gangsterledaren Dawood Ibhrahim), ville driva vidare partiet och utger sig för att vara dess ordförande.